# Bataillon Bagramian
Le bataillon Bagramian était un bataillon formé en Abkhazie et principalement composé d'Arméniens ethniques vivant en Abkhazie qui combattirent ensemble avec les forces russes et abkhazes séparatistes durant la guerre d'Abkhazie (1992-1993). Nommé en l'honneur du général soviétique arménien Hovhannes Bagramian, la mission officielle du bataillon était de protéger les Arméniens vivant dans la région des exactions de l'armée géorgienne. Cependant, le bataillon Bagramian était utilisé pour organiser des opérations punitives sur des villages géorgiens ou perpétrer des persécutions (viols, incendies, attentats ou exécutions) contre la population civile géorgienne contribuant au nettoyage ethnique de la région. Des organisations internationales ainsi que la Géorgie le considèrent comme une organisation terroriste,.
Le 10 mai 1998, durant les hostilités qui menèrent à la courte Guerre des Six-Jours en Abkhazie (20-26 mai 1998), des tirs eurent lieu sur des bâtiments administratifs du village de Mziouri. Personne ne fut blessé. L'agence d'information géorgienne Prime-News déclara plus tard que les tirs étaient l'œuvre des membres du bataillon Bagramian. D'après les rapports officiels géorgiens, les autorités de facto d'Abkhazie utilisèrent les troupes arméniennes pour participer au conflit en mai 1998 contre la population civile géorgienne du district de Gali.
De nos jours, le bataillon Bagramian ne sert plus à grand-chose, maintenant que l'armée abkhaze a fait place à des détachements russes. Désormais, les anciens combattants de ce bataillon sont des députés au parlement abkhaze ou bien des gouverneurs de villages.